# Cornelius O'Callaghan (1er baron Lismore)
Cornelius O'Callaghan, 1er baron Lismore (7 janvier 1741 - 12 juillet 1797), est un homme politique et pair irlandais.

## Biographie
O'Callaghan est le fils de Thomas O'Callaghan et de Sarah Davis. Il sert à la Chambre des communes irlandaise comme député de Fethard, dans le comté de Tipperary, entre 1768 et 1785. Le 27 juin 1785, il est nommé baron Lismore, de Shanbally, dans la pairie d'Irlande, et prend son siège à la Chambre des lords irlandaise.
Il épouse Frances Ponsonby, fille de John Ponsonby et d'Elizabeth Cavendish, le 13 décembre 1774. Il est remplacé par son fils aîné, Cornelius O'Callaghan (1er vicomte Lismore), qui est créé vicomte Lismore en 1806. Un autre fils est l'officier de l'armée britannique, Robert O'Callaghan. L'une des filles de Lord Lismore, Louisa, épouse William Cavendish et est la mère du 7e duc de Devonshire.